# Дю Белле, Мартен III
Мартен дю Белле (фр. Martin du Bellay; 19 июня 1571 — 5 января 1637), сеньор дю Белле, принц Ивето, маркиз де Туарсе — французский военный и государственный деятель, рыцарь орденов короля.

## Биография
Сын Рене II дю Белле и Мари дю Белле, принца и принцессы Ивето.
Начал службу пажом в Палате короля при Генрихе III. Воевал на стороне Генриха IV, фамильярно называвшего его «своим палёным сержантом», так как в ходе одной из осад Мартен сжёг себе брови.
В июне 1608 жалованной грамотой, данной в Фонтенбло, барония Туарсе была возведена в ранг маркизата. В 1614 году Мартен дю Белле произведён в лагерные маршалы. Был генеральным наместником Нормандии, а с 1621 года — Анжу, где в 1628—1630 годах также был губернатором. «Мягкий и миролюбивый, он был очень дорог своим соотечественникам анжуйцам, и любим ими. Он навел весьма добрый порядок, чтобы очистить провинцию от остатков бродивших там солдат, и восстановил совершенный порядок в делах». Капитан ордонансовой роты из 50 тяжеловооружённых.
В 1619 году пожалован в рыцари ордена Святого Духа.
Портрет Мартена дю Белле, написанный и гравированный Пикаром, хранится в Национальной библиотеке. Был погребён в церкви Жизё в Анжу, в такой же великолепной гробнице, как и его родители, украшенной скульптурами работы Гийена из Камбре.

## Семья
1-я жена (31.03.1594): Луиза де Савоньер (ум. 23.12.1625), дочь Жана де Савоньера, сеньора де Ла-Бретеш, и Гийонны де Бово-дю-Риво, вдова Рене де Вилькье, барона де Клерво
Дети:
- Рене дю Белле (ум. 1627), маркиз де Туарсе, генеральный наместник в Анжу (1617), умер в ходе осады Ла-Рошели. Жена (1624): Антуанетта де Бретань-Авогур (ум. 1681), виконтесса де Генган, дочь барона Шарля д’Авогура, графа де Вертю и де Гоэло, и Филиппы де Генган де Сент-Амадур, вдова Пьера де Рогана (1567—1622), принца де Гемене. Брак бездетный. Третьим браком вышла за Пьера д’Эскубло, маркиза де Сурди
- Шарль дю Белле (ум. 1661), принц Ивето, маркиз де Туарсе. Жена (1632): Элен де Рьё, дочь маркиза Жана д’Ассерака
- Мартен дю Белле, ум. юным
- Мари дю Белле, ум. юной
- Луиза дю Белле, ум. юной

2-я жена: Луиза де Лашатр, дочь Гаспара де Лашатра и Габриели де Батарне.